# 拉姆梭竺鯛
拉姆梭竺鯛（學名：Cercamia laamu），又稱拉姆梭天竺鯛，為輻鰭魚綱鈎頭魚目天竺鯛科梭竺鯛屬下的一個種，分布於西印度洋查哥斯群島、馬爾地夫海域，深度1至30公尺，體長可達3.1公分，棲息在珊瑚礁區，肉食性，晚上覓食，以浮游生物為食，繁殖期時，雄魚具有口孵習性，卵約7日化成仔魚，由雄魚吐出，具短暫的仔魚飄浮期，生活習性不明。